# Heike Koslowski
Heike Koslowski (* 17. Mai 1974 in Gelsenkirchen) ist eine deutsche Schauspielerin.

## Leben und Wirken
Heike Koslowski machte ihr Schauspielstudium von 1996 bis 2000 an der Hochschule für Musik, Theater und Medien Hannover.   Zwischen 1998 und 2008 hatte sie Bühnenauftritte im Schauspiel Hannover, im Thalia Theater (Hamburg) und im Münchner Volkstheater. Während dieser Zeit spielte sie beispielsweise in Shakespeares Viel Lärm um nichts, in Damen der Gesellschaft von Clare Boothe Luce und in Gefährliche Liebschaften nach  Choderlos de Laclos. Seit 1996 ist sie auch eine vielbeschäftigte Darstellerin in Kinofilmen und Fernsehproduktionen. Sie hatte Auftritte in mehr als 20 deutschen Fernsehserien.
Heike Koslowski lebt in München.

## Filmografie (Auswahl)
- 1996–1997: Verbotene Liebe (Fernsehserie, 15 Folgen)
- 2002: St. Angela (Fernsehserie, 1 Folge)
- 2002: Broti & Pacek – Irgendwas ist immer (Fernsehserie, 1 Folge)
- 2002: Der Ermittler (Fernsehserie, 1 Folge)
- 2003: Plötzlich wieder 16 (Fernsehfilm)
- 2004: Mörderische Elite (Fernsehfilm)
- 2004: Die Sitte (Fernsehserie, 1 Folge)
- 2005: SOKO Köln (Fernsehserie, 1 Folge)
- 2005: Im Namen des Gesetzes (Fernsehserie, 1 Folge)
- 2005: Die Rettungsflieger (Fernsehserie, 1 Folge)
- 2005: Jetzt erst recht! (Fernsehserie, 1 Folge)
- 2006: Balko (Fernsehserie, 1 Folge)
- 2007: Tatort: Macht der Angst (Fernsehreihe)
- 2007: Notruf Hafenkante (Fernsehserie, 1 Folge)
- 2009: Um Himmels Willen (Fernsehserie, 1 Folge)
- 2009–2013: Die Rosenheim-Cops (Fernsehserie, 2 Folgen)
- 2010: SOKO Kitzbühel (Fernsehserie, 1 Folge)
- 2010–2015: SOKO München (Fernsehserie, 2 Folgen)
- 2011: Kann denn Liebe Sünde sein? (Fernsehfilm)
- 2011: Für immer 30 (Fernsehfilm)
- 2011: Ein Fall für zwei (Fernsehserie, 1 Folge)
- 2012: Alles Klara (Fernsehserie, 1 Folge)
- 2012: Die Bergretter (Fernsehserie, 1 Folge)
- 2013: Die Chefin (Fernsehserie, 1 Folge)
- 2014: Check it out! (Kurzfilm)
- 2014: Der Alte (Fernsehserie, 1 Folge)
- 2014: About a Girl
- 2014: Die Garmisch-Cops (Fernsehserie, 1 Folge)
- 2015: Mutterliebe (Kurzfilm)
- 2015: Käthe Kruse (Fernsehfilm)
- 2015: Schattenwald
- 2017: 2 Sturköpfe im Dreivierteltakt (Fernsehfilm)
- 2019: The Raft (Kurzfilm)
- 2019: Familie Dr. Kleist (Fernsehserie, 1 Folge)
- 2020: Schloss Einstein (Fernsehserie, 3 Folgen)
- 2021: Der Beischläfer (Fernsehserie)
- 2024: Die Toten vom Bodensee – Nachtschatten (Fernsehreihe)
- 2025: Lena Lorenz: Blinder Passagier (Fernsehreihe)